# جوانیتا هانسن
جوانیتا هانسن (انگلیسی: Juanita Hansen؛ ‏۳ مارس ۱۸۹۵ – ۲۶ سپتامبر ۱۹۶۱) بازیگر اهل ایالات متحده آمریکا بود. وی بین سال‌های ۱۹۱۵ تا ۱۹۲۱ میلادی فعالیت می‌کرد.
از فیلم‌هایی که وی در آن نقش داشته‌است، می‌توان به دختر چهل‌تکه شهر آز و یک پخمه زبل اشاره کرد.